# Черепахов, Матвей Самойлович
Матве́й Само́йлович Черепа́хов (1909, Кременчуг, Полтавская губерния — 1987, Москва) — советский журналист, литературовед.

## Биография
Родился в 1909 году в городе Кременчуг Полтавской губернии.
В августе 1941 года Харьковским РВК призван на фронт, где служил ответственным секретарём газеты «Гвардеец» 3-й ударной армии, исполнял обязанности секретаря и редактора газеты «Фронтовик». За боевые заслуги, проявленные в журналистской работе на фронте награждён медалью «За отвагу», Орденом Красной Звезды. 6 апреля 1985 года в честь 40-летия Победы награждён Орденом Отечественной войны II степени.
Учился и работал в Военно-политической академии имени В. И. Ленина.
После образования в 1947 году факультета журналистики МГУ в звании полковника переведён на кафедру истории партийно-советской печати, где проработал несколько десятилетий.
Является одним из редакторов фундаментального справочника «Русская периодическая печать (1702—1894)», выпущенного Государственным издательством политический литературы в 1959 году.
В 1970-е годы сделал попытку классификации жанров журналистики, разделив их на информационные и публицистические. Черепахов выделял такие признаки жанра, как объект, он же — «предмет познания, исследования»; конкретное назначение жанра; масштаб охвата данных; особенности литературно-стилистических средств воплощения замысла.
Скончался в 1987 году. Похоронен в Москве на Востряковском кладбище вместе с супругой.

## Семья
- Черепахова, Анна Львовна (1914—2006) — жена.
- Черепахова, Элла Матвеевна — дочь.